# كارل أوربانو
كارل أوربانو (بالإنجليزية: Carl Urbano)‏ هو مخرج أمريكي، ولد في 20 ديسمبر 1910 في إلينوي في الولايات المتحدة، وتوفي في 16 أكتوبر 2003 في ويستلاك فيلاج في الولايات المتحدة.

## وصلات خارجية
- كارل أوربانو على موقع IMDb (الإنجليزية)
- كارل أوربانو على موقع قاعدة بيانات الفيلم (الإنجليزية)